# Трмчаре
Трмчаре је насељено место града Крушевца у Расинском округу. Према попису из 2022. било је 562 становника (према попису из 1991. било је 786 становника).

## Демографија
У насељу Трмчаре живи 577 пунолетних становника, а просечна старост становништва износи 42,0 година (40,6 код мушкараца и 43,3 код жена). У насељу има 203 домаћинства, а просечан број чланова по домаћинству је 3,52.
Ово насеље је великим делом насељено Србима (према попису из 2002. године).
|  |

| Демографија | Демографија | Демографија |
| Година      | Становника  | Становника  |
| ----------- | ----------- | ----------- |
| 1948.       | 664         |             |
| 1953.       | 674         |             |
| 1961.       | 736         |             |
| 1971.       | 708         |             |
| 1981.       | 769         |             |
| 1991.       | 786         | 753         |
| 2002.       | 715         | 747         |

| Етнички састав према попису из 2002.‍ | Етнички састав према попису из 2002.‍ | Етнички састав према попису из 2002.‍ | Етнички састав према попису из 2002.‍ | Етнички састав према попису из 2002.‍ |
| ------------------------------------ | ------------------------------------ | ------------------------------------ | ------------------------------------ | ------------------------------------ |
|                                      |                                      |                                      |                                      |                                      |
| Срби                                 | Срби                                 |                                      | 708                                  | 99,02%                               |
| Хрвати                               | Хрвати                               |                                      | 1                                    | 0,13%                                |
| непознато                            | непознато                            |                                      | 5                                    | 0,69%                                |

| Година пописа     | 1948. | 1953. | 1961. | 1971. | 1981. | 1991. | 2002. |
| ----------------- | ----- | ----- | ----- | ----- | ----- | ----- | ----- |
| Број домаћинстава | 132   | 135   | 162   | 170   | 190   | 185   | 203   |

| Број чланова      | 1  | 2  | 3  | 4  | 5  | 6  | 7 | 8 | 9 | 10 и више | Просек |
| ----------------- | -- | -- | -- | -- | -- | -- | - | - | - | --------- | ------ |
| Број домаћинстава | 27 | 54 | 24 | 35 | 26 | 29 | 4 | 2 | 1 | 1         | 3,52   |

| Пол    | Укупно | Неожењен/Неудата | Ожењен/Удата | Удовац/Удовица | Разведен/Разведена | Непознато |
| ------ | ------ | ---------------- | ------------ | -------------- | ------------------ | --------- |
| Мушки  | 289    | 54               | 204          | 20             | 6                  | 5         |
| Женски | 322    | 56               | 207          | 46             | 8                  | 5         |
| УКУПНО | 611    | 110              | 411          | 66             | 14                 | 10        |

| Пол    | Укупно                    | Пољопривреда, лов и шумарство | Рибарство                            | Вађење руде и камена | Прерађивачка индустрија       |
| ------ | ------------------------- | ----------------------------- | ------------------------------------ | -------------------- | ----------------------------- |
| Мушки  | 137                       | 13                            | 0                                    | 0                    | 65                            |
| Женски | 76                        | 23                            | 0                                    | 0                    | 25                            |
| УКУПНО | 213                       | 36                            | 0                                    | 0                    | 90                            |
| Пол    | Производња и снабдевање   | Грађевинарство                | Трговина                             | Хотели и ресторани   | Саобраћај, складиштење и везе |
| Мушки  | 1                         | 7                             | 16                                   | 1                    | 13                            |
| Женски | 1                         | 1                             | 8                                    | 0                    | 0                             |
| УКУПНО | 2                         | 8                             | 24                                   | 1                    | 13                            |
| Пол    | Финансијско посредовање   | Некретнине                    | Државна управа и одбрана             | Образовање           | Здравствени и социјални рад   |
| Мушки  | 0                         | 1                             | 4                                    | 0                    | 6                             |
| Женски | 0                         | 2                             | 1                                    | 3                    | 6                             |
| УКУПНО | 0                         | 3                             | 5                                    | 3                    | 12                            |
| Пол    | Остале услужне активности | Приватна домаћинства          | Екстериторијалне организације и тела | Непознато            | Непознато                     |
| Мушки  | 2                         | 0                             | 0                                    | 8                    | 8                             |
| Женски | 1                         | 0                             | 0                                    | 5                    | 5                             |
| УКУПНО | 3                         | 0                             | 0                                    | 13                   | 13                            |